# Carnegiella strigata
O peixe-machado-marmorizado (Carnegiella strigata) é um peixe caraciforme da família dos gasteropelecídeos.
São peixes de cardume, nadam junto até a superfície local, onde se alimentam. É geralmente encontrado na América do Sul (Peru e Guiana), em água doce cuja temperatura varia de 24-29 °C. O seu corpo se apresenta com um aspecto de mármore e suas barbatanas peitorais possuem uma quantidade enorme de musculatura, que permitem saltar na superfície da água. Enquanto adulto, o peixe-mármore mede até 5 centímetros de comprimento e alimenta-se, preferencialmente, de insetos que sobrevoem a superfície da água, fazendo uso de saltos e pequenos voos, para alcançá-los, mas, também de vegetais.
Entre os insetos este peixe alimenta-se de "collembola" (que é um artrópode invertebrado de 1 até 3 mm), "formicidae", "alóctonelo", "hymenoptera", "coleoptera", "diptera" e outros.
Os peixes-mármore se reproduzem pondo seus ovos nas raízes das plantas que flutuam. Alguns sítios na internet recomendam PH 6 para reprodução.